# Alonso Verdugo y Castilla
Alonso Verdugo y Castilla 3. hrabia Torrepalma (ur. 3 września 1706 w Alcalá la Real, zm. 27 marca 1767 w Turynie) – hiszpański pisarz i dyplomata. 
W latach 1755–1760 był ministrem pełnomocnym w Wiedniu, a następnie w Turynie w latach 1760–1767. Był również członkiem Hiszpańskiej Akademii Królewskiej. 